# Geological Survey of Canada
Geological Survey of Canada (CSG, în franceză Commission géologique du Canada (CGC), în română Serviciul de prospectare geologică al Canadei) este o agenție guvernamentală federală canadiană responsabilă cu efectuarea de prospecțiuni geologice în vederea exploatării resurselor naturale ale Canadei și protejând mediul înconjurător. O ramură a Sectorului de Științe ale Pământului a GSC este cea mai veche agenție științifică a țării și a fost una dintre primele sale organizații guvernamentale. 

## Istorie

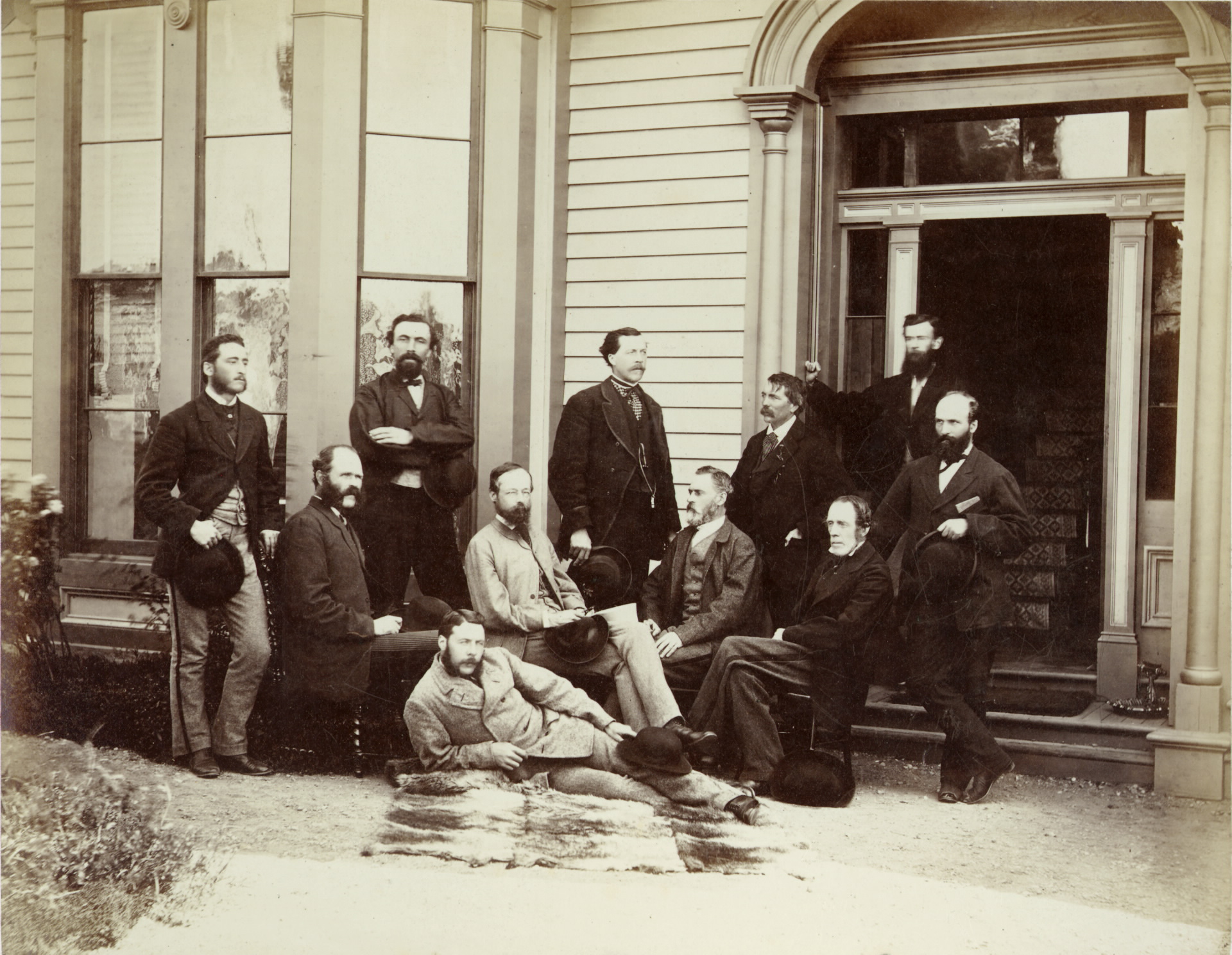
Prima reuniune a părților Canadian Pacific R.R. și Geological Survey pentru Columbia Britanică, 22 iulie 1871. Fotograf: Benjamin F Baltzy. Publicat cu acordul: Toronto Public Library Digital Collections

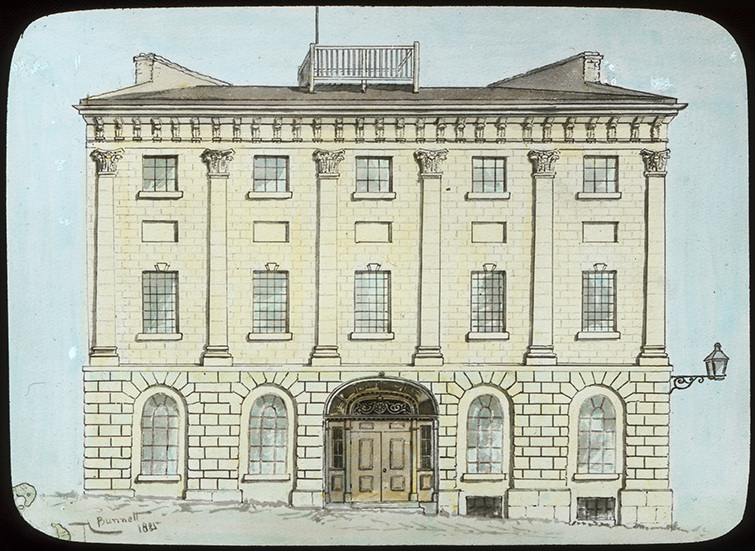
Clădirea sediului Geological Survey of Canada din Montreal, 1852-1874

În septembrie 1841, legislativul provinciei Canada a adoptat o rezoluție care a autorizat ca suma de 1.500  lire sterline să fie acordată guvernului cu titlu de cheltuieli estimative de efectuare a unui studiu geologic al provinciei. În 1842, Geological Survey of Canada a fost înființată pentru a îndeplini această cerință.
William Edmond Logan se afla la Montreal la acea vreme și a făcut cunoscut faptul că este interesat să participe la acest proiect. Primind recomandări ale unor oameni de știință britanici de seamă, Logan a fost numit primul director al GSC la 14 aprilie 1842. Patru luni mai târziu, Logan a ajuns la Kingston, Ontario, pentru a începe studiul asupra geologiei Canadei. În primăvara anului 1843, Logan a stabilit sediul GSC la Montreal (întâi într-un depozit al fratelui său, apoi într-o casă închiriată pe Great St. James Street, în prezent Saint Jacques Street). Unul dintre cartografii proeminenți și raportorul topografic principal a fost Robert Barlow, care și-a început activitatea în 1855. Chimistul T. Sterry Hunt s-a alăturat încă din primele zile, iar echipa a adăugat o componetă paleontologică în 1856, odată cu sosirea lui Elkanah Billings. După ce Aylesworth Perry a fost numit bibliotecar în 1881, acesta a pregătit catalogul lucrărilor de referință despre geologie, mineralogie, metalurgie, chimie și istorie naturală. George Mercer Dawson a devenit membru al personalului în 1875, devenind director asistent în 1883, respectiv director al GSC în 1895. GSC a început pentru prima dată să permită femeilor să efectueze activități de teren la începutul anilor '50. Dr. Alice Wilson, prima dintre aceste femei, a făcut lobby pentru includerea paleontologului Frances Wagner la scurt timp după aceea. În același timp, GSC a angajat o a treia femeie, Dr. Helen Belyea. 

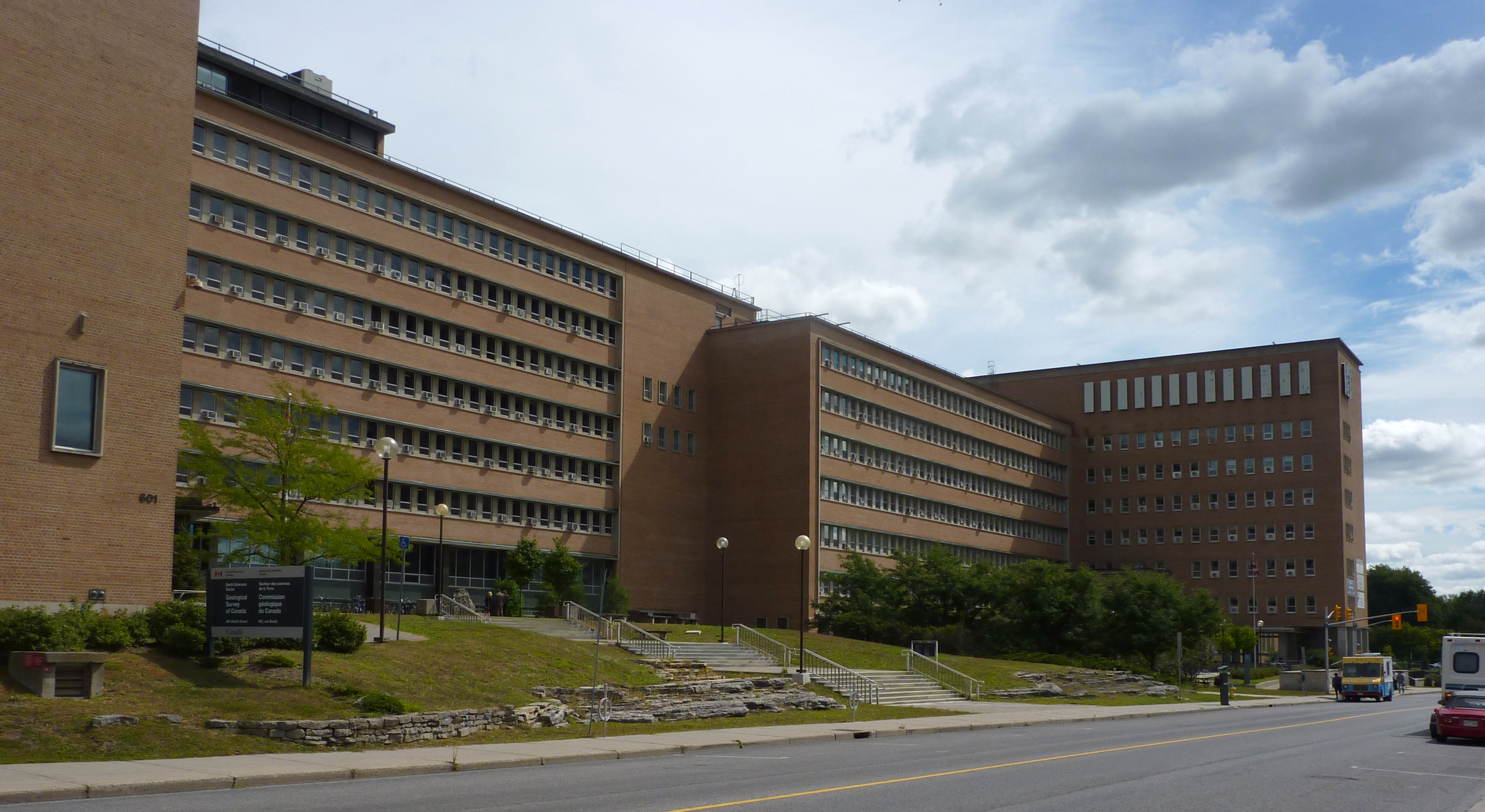
Sediul GSC Canada, Ottawa

## Programe și activități

### Rețea de seismografie
Rețeaua națională de seismografie canadiană este monitorizată de Studiul Geologic al Canadei.  

### Monitorizare geomagnetică
GSC operează o rețea de 14 observatoare magnetice în toată Canada, localizate astfel:
- Nunavut : Alert, Baker Lake, Cambridge Bay, Eureka, Iqaluit, Resolute Bay, Sanikiluaq
- Teritoriile de Nord-Vest : Yellowknife
- Columbia Britanică : Victoria
- Alberta : Meanook
- Manitoba : Brandon, Churchill
- Ontario : Ottawa
- Newfoundland and Labrador : St. John's